# Henrik Wiese
Henrik Wiese (* 22. Juli 1971 in Wien) ist ein deutscher Flötist. 

## Leben und Karriere
Er studierte in seiner Heimatstadt Hamburg bei Ingrid Koch-Dörnbrak und in München bei Paul Meisen. 
Henrik Wiese ist Preisträger des Deutschen Musikwettbewerbs 1995 und der internationalen Wettbewerbe in Kobe / Japan 1997, Markneukirchen 1998, Odense / Dänemark Carl Nielsen 1998 und München (ARD) 2000.
1995 wurde er als Soloflötist an die Bayerische Staatsoper München engagiert. 2006 wechselte er auf dieselbe Position ins Symphonieorchester des Bayerischen Rundfunks. In den Jahren 2014, 2016 und 2018 war er Mitglied im Bayreuther Festspielorchester. Als Traversflötist spielte Henrik Wiese von 2010 bis 2024 als Mitglied in der Accademia giocosa. Sein künstlerisches Schaffen ist durch zahlreiche Aufnahmen (CD-, Rundfunk- und Fernsehaufnahmen) dokumentiert. 
Nach Lehrtätigkeiten am Salzburger Mozarteum, an Tokyo Geidai und an den staatlichen Musikhochschulen in Hamburg und Leipzig erhielt Henrik Wiese einen Ruf (als Erstplatzierter) an die Hochschule für Künste in Bremen (2018), an die Hochschule für Musik Franz Liszt in Weimar (2019) und an die Hochschule für Musik in Nürnberg (2020). Im Sommer 2023 beendete er seine Lehrtätigkeit als Professor und weitete seine Lehrtätigkeit international aus.
Seit 1997 hat Henrik Wiese als Herausgeber gearbeitet unter anderem für den G. Henle Verlag in München, Breitkopf & Härtel in Wiesbaden oder Universal Edition Wien. Im Zentrum seines editorischen und wissenschaftlichen Interesses stehen dabei die Werke Wolfgang Amadeus Mozarts, des Bach-Schülers Johann Philipp Kirnberger und des Gewandhaus-Kapellmeisters Carl Reinecke. Sein Probespielstellenband The Piccolo & Alto Flute Audition wurde mit dem Deutschen Musikeditionspreis ausgezeichnet.
Wiese ist Synästhetiker.

## Schriften
- Wiese: Vom Klang zum Ausdruck. Ein Übungsbuch für Flöte. Zimmermann-Verlag. Mainz 2024. ZM 36390.

## Editionen (Auswahl)
- Mozart: Hafner-Sinfonie KV 385.
- Mozart: Linzer Sinfonie KV 425.
- Mozart: Große g-Moll-Sinfonie KV 550
- Mozart: Gran Partita KV 361.
- Mozart: Oboen- bzw. Flötenkonzert KV 314.
- Mozart: Hornkonzerte KV 412, 417, 447 und 495.
- Reinecke: Flötenkonzert D-Dur op. 283.
- Reinecke: Ballade d-Moll op. 288
- Weber: Trio g-moll, op. 63.
- Wiese: The Flute Audition, Sammlung von Probespielstellen für Flöte.
- Wiese: The Piccolo & Alto Flute Audition, Sammlung von Probespielstellen für Piccolo und Altflöte.